# Taoufik Boughedir
Pour les articles homonymes, voir Boughedir.
Taoufik Boughedir (arabe : توفيق بوغدير), né le 18 novembre 1916 à Tunis et décédé le 2 janvier 2010 à Tunis, est un journaliste, dramaturge et homme de culture tunisien.
Taoufik Boughedir est l'un des pionniers et l'une des figures majeures de la radio tunisienne. Critique culturel prolifique et reconnu, notamment comme critique dramatique, il s'initie aussi à la critique picturale.

## Biographie

### Vie privée
Le père de Taoufik Boughedir, Ali, était libraire dans la médina de Tunis. C'est ici que Taoufik voit le jour, plus précisément dans le quartier populaire de Halfaouine.
Marié à Safia Ettebib Landoulsi, puis, en secondes noces, à Saïda Jouini, Taoufik Boughedir est père de cinq enfants : Férid (réalisateur), Samira, Farouk, Nadim et Wassim. Il est également l'oncle de Chiheb Bougehdir, professeur de lettres.

### Presse écrite
Dans les années 1930, Taoufik Boughedir commence à écrire pour deux grands quotidiens de la capitale, Ezzohra et Ennahdha, où il est désigné comme commentateur attitré et avisé des événements politiques mondiaux. Il prophétise dans ses écrits la défaite du nazisme au moment où Adolf Hitler est au faîte de sa puissance ; cela conduit les grands journaux de la place à s'intéresser à lui. Il collabore donc avec nombre de journaux de langue arabe, notamment El Amal où il est responsable de la rubrique culturelle, avant de fonder avec Hédi Laâbidi, Habib Cheikhrouhou et Habib Chatti le quotidien Assabah en 1951.
Il a également été rédacteur en chef de l'agence Tunis Afrique Presse et a collaboré à plusieurs journaux et revues tunisiens, dont la revue de la Radiotélévision tunisienne.

### Radio
Précurseur dans la dramaturgie radiophonique, il écrit de nombreuses pièces mensuelles jouées par des acteurs et actrices illustres de Radio Tunis.
Sa carrière à la radio est entamée bien avant l'indépendance, au moment où la Tunisie était encore un protectorat français, et se poursuit avec la même réussite longtemps après, quand il est producteur de deux chroniques radiophoniques quotidiennes, Sabah El Khaïr et Ibra wa nagham, qui sont programmées sur les ondes d'une manière ininterrompue pendant presque une vingtaine d'années (1960-1980).

### Nouvelliste
Boughedir est également un nouvelliste reconnu et ses nouvelles littéraires sont publiées dans Al Ousboui et Al Thouraya. Elles recueillent les critiques élogieuses de Férid Ghazi, séduit par sa finesse et sa subtilité dans sa façon de décrire la condition de la femme en Tunisie à cette époque. Ce thème est récurrent dans l'œuvre de Taoufik Boughedir qui a été l'un des premiers, en compagnie de Tahar Haddad, à militer en faveur de la liberté de la femme et de son émancipation. Il ne cesse de répéter dans ses conférences que la femme doit jouir des mêmes droits que l'homme, qu'elle est son égal et qu'elle ne doit pas être soumise à des formes de tutelle arriérées et avilissantes.

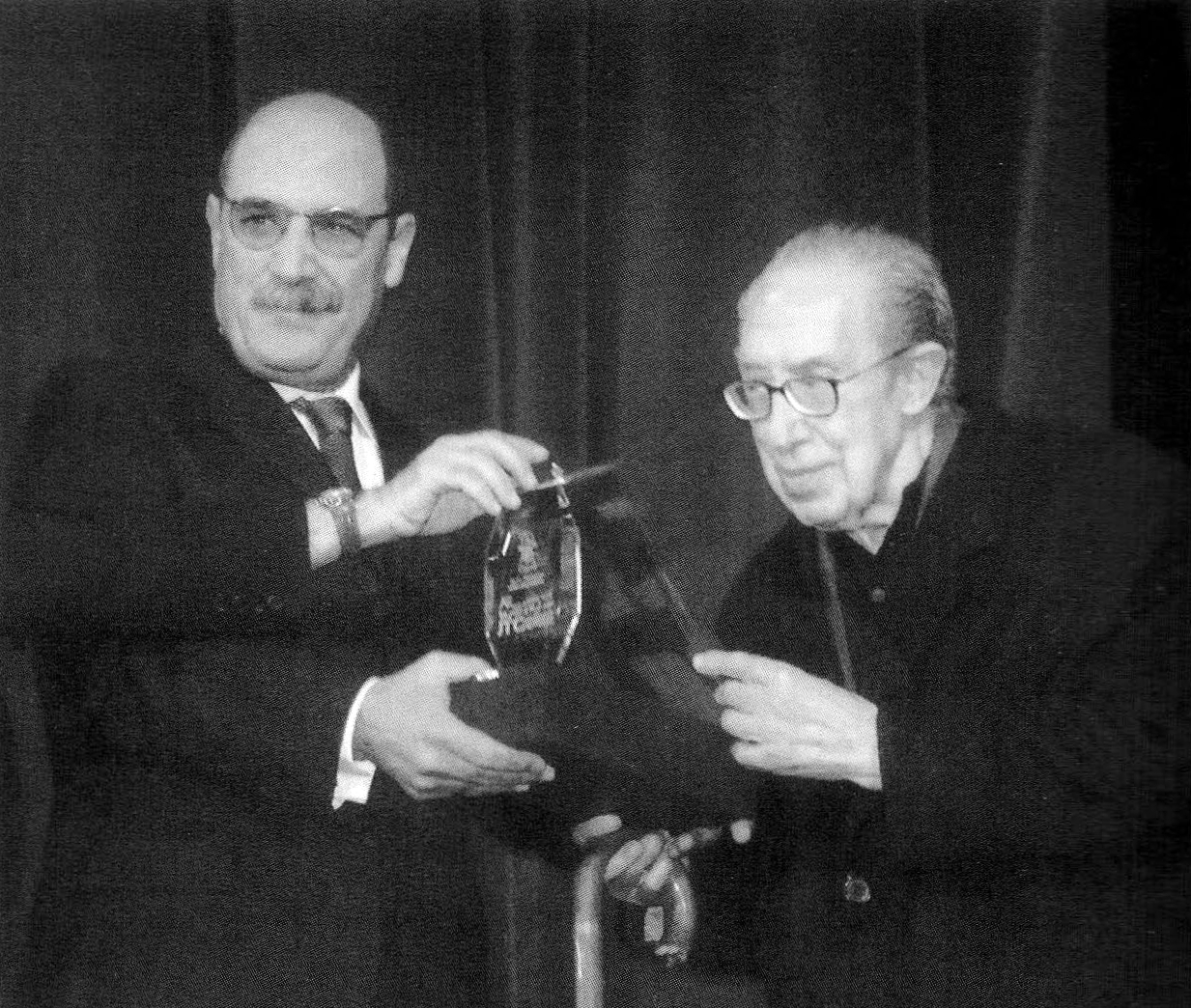
Boughedir honoré du prix du Centenaire du théâtre tunisien par le ministre Abderraouf El Basti.

Ces positions soulèvent un tollé dans les milieux religieux conservateurs et lui valent menaces et intimidations. Taoufik Boughedir, nouvelliste prolifique, n'interrompit jamais sa production littéraire et, en dépit de son âge avancé, continua à écrire des nouvelles, comme Sur la corniche (2007), Zohra (2008) et Le Nom de famille perdu (2009). Par ailleurs, il écrit en 2006 la pièce de théâtre Elle et Lui.
Il a également connu Ali Douagi, Abderrazak Karabaka et Hédi Laâbidi, écrivains du groupe Taht Essour.

### Théâtre
Passionné de théâtre et comptant de nombreux amis dans le milieu théâtral tunisien, de Hamda Ben Tijani et Mohamed Agrebi à Aly Ben Ayed, il a été secrétaire général de plusieurs troupes de théâtre dont celle de Hammam Lif, sa ville d'adoption, ainsi que celle de la ville de Tunis. Il est honoré à l'occasion de la célébration du centenaire du théâtre tunisien, lors de la clôture des Journées théâtrales de Carthage, en novembre 2009.